# Paul William Ward
Paul William Ward (Lorain, 9 de octubre de 1905-Washington D. C., 24 de noviembre de 1976) fue un corresponsal estadounidense que ganó un premio Pulitzer por su reportaje en el extranjero, La vida en la Unión Soviética en 1948.

## Primeros años
Nacido en Lorain, Ohio, fue educado en Middlebury College. De 1926 a 1930, trabajó para New Bedford's Standard y luego se unió a The Baltimore Sun en Baltimore, Maryland como corresponsal comercial. Después de tres años en el personal de The Baltimore Sun, Ward fue transferido a la oficina de Washington, donde se especializó en cubrir asuntos del congreso y departamentales.

## Carrera
En 1937, Ward fue trasladado a Londres, donde se hizo cargo de la oficina local del Sun. Como corresponsal diplomático, participó en la cobertura de los primeros hechos de la Segunda Guerra Mundial, pero en 1940 regresó a Estados Unidos. Fue asignado a Washington para informar sobre noticias del Departamento de Estado y política internacional hasta 1945. Cubrió la Conferencia de Dumbarton Oaks de 1944, el Tratado de San Francisco en 1945, la Conferencia de Ministros de Relaciones Exteriores en París y Nueva York. Más allá de eso, cubrió eventos locales para la agencia de noticias Francia Libre, por lo que más tarde fue nombrado caballero de la Legión de Honor francesa.
Durante 1946, Ward pasó algún tiempo en la Unión Soviética, donde asistió como reportero a la Conferencia de Ministros de Relaciones Exteriores y se familiarizó con la forma de vida en el país. El periodista reflejó su experiencia en una serie de artículos "La vida en la Unión Soviética" que le valieron el Premio Pulitzer de Periodismo Internacional en 1948.
Desde la década de 1940 hasta 1970, Paul Ward trabajó como corresponsal diplomático de The Baltimore Sun. Seis años después de su retiro de los informes en 1970, Ward murió en el Hospital de la Universidad de Georgetown a la edad de 71 años. En 1984, su viuda Dorothy Cate Ward y sus hijos establecieron un premio en memoria del periodista. El premio se reconoce anualmente a los estudiantes de primer año de Middlebury College que produjeron ensayos sobresalientes durante el año académico.